# Thuật ngữ giải phẫu của cơ
Cơ được miêu tả bằng hệ thống thuật ngữ giải phẫu riêng biệt nhằm xác định vị trí, cấu trúc và chức năng.

## Phân loại
Theo mô học, có ba loại mô cơ trong cơ thể con người: cơ vân, cơ trơn và cơ tim.

### Cơ vân
Cơ vân thuộc hệ cơ hoạt động theo ý muốn, bám vào xương nhờ gân hoặc cân. Cơ vân giúp thay đổi vị trí xương và giữ tư thế.

### Cơ trơn
Cơ trơn hoạt động không theo ý muốn. Cơ trơn có mặt ở thành bụng của các cấu trúc rỗng, như các mạch máu, đường dẫn khí và hầu hết các cơ quan trong ổ bụng, nang lông ở da. Cơ còn có mặt ở tử cung, hỗ trợ sinh đẻ; ở mắt, nơi điều khiển các cơ co đồng tử.

### Cơ tim
Cơ tim chỉ có ở tim, gồm những sợi cơ có vân ngang như sợi cơ xương nhưng các sợi có nhánh nối với nhau làm cho cơ tim trở thành một phiến cơ chứ không phải một tập hợp của các sợi cơ riêng rẽ. Cơ cũng do thần kinh tự chủ chi phối và còn có khả năng tự co bóp khi không có xung động từ thần kinh tự chủ. Khi cắt rời tim, cơ tim vẫn tự co bóp khi được nuôi dưỡng trong dung dịch.

## Thuật ngữ giải phẫu

### Nguyên ủy và bám tận
Nguyên ủy và bám tận của cơ là hai vị trí nơi cơ bám vào xương. Điểm tiếp xúc giữa cơ và xương được gọi là khớp bám gân (điểm bám gân, enthesis).

#### Nguyên ủy
Nguyên ủy là chỗ bám ở đầu gần của cơ, thường là chỗ cố định. Ví dụ: cơ lưng rộng có nguyên ủy là mào chậu, mạc ngực thắt lưng, các mỏm gai của đốt sống ngực VII đến đốt sống thắt lưng V (T7-L5), và bám tận tại rãnh gian củ xương cánh tay. Khi cơ co, thông thường cánh tay sẽ di chuyển do cánh tay có khối lượng nhẹ hơn thân mình. Chuyển động này thực hiện khi nhặt đồ vật có khối lượng nhẹ hơn cơ thể; tập bài ngồi kéo cáp (Lat pulldown). Tuy nhiên khi tập hít xà đơn bài chin-up, cả thân mình sẽ chuyển động, còn cánh tay cố định

#### Bám tận
Bám tận là chỗ bám ở đầu xa của cơ, di động hơn đoạn nguyên ủy khi co cơ. Chỗ bám tận thường liên kết cơ với xương qua gân hoặc cân.